# کست‌فلیس
کست‌فلیس (به هلندی: Kostvlies) یک منطقهٔ مسکونی در هلند است که در آ ان هونزه واقع شده‌است. کست‌فلیس ۱۳۰ نفر جمعیت دارد.